# Château de Burlats
Ne doit pas être confondu avec Château de Berlats.
Le château de Burlats, ou castel de Burlats, est un château situé à Burlats, dans le Tarn, en région Occitanie (France).  
Construit au XIVe siècle par la famille de Montbrun, il est endommagé par les rébellions huguenotes et reconstruit en 1630. 

## Historique

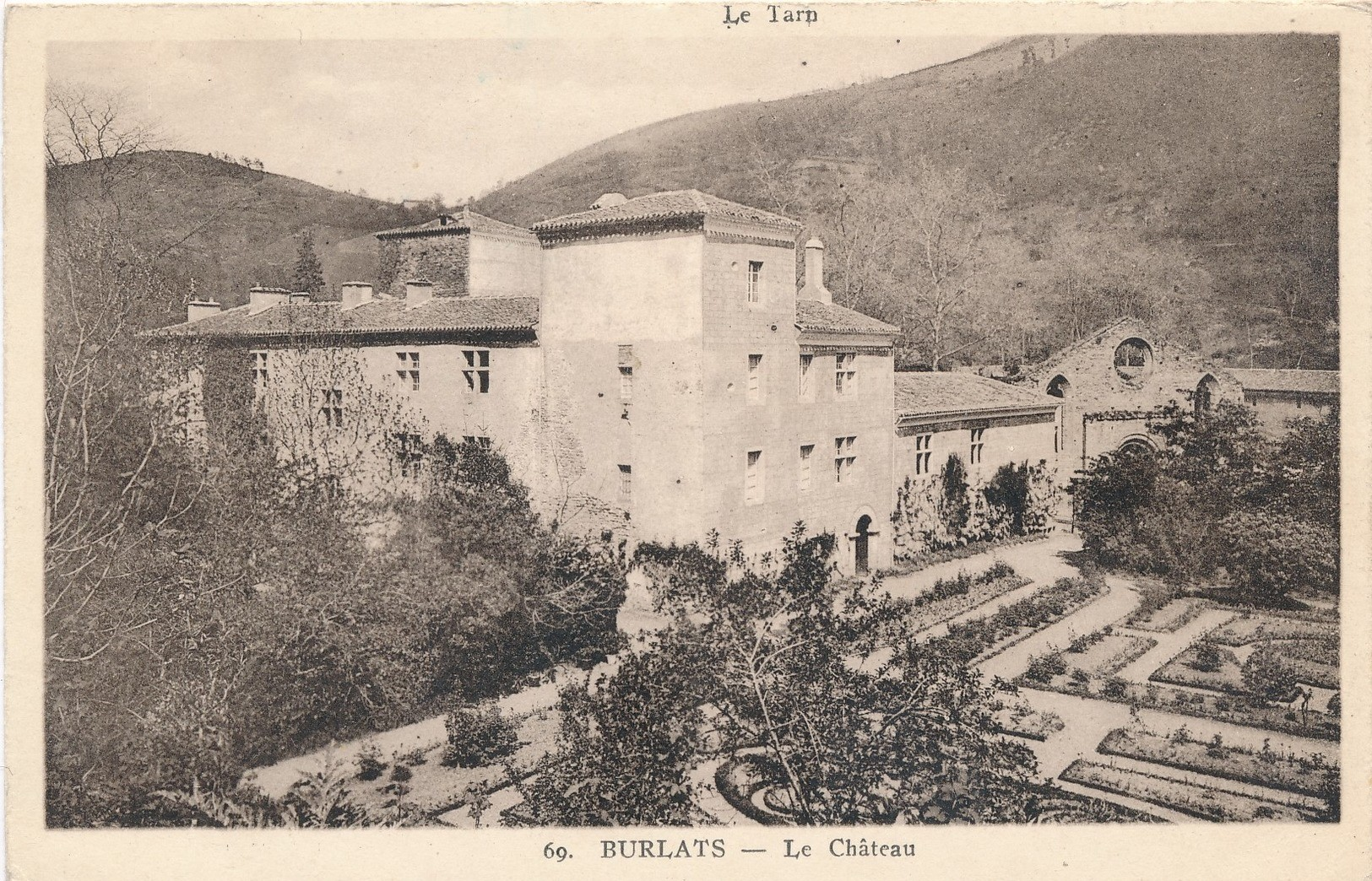
Carte postale du château

### Origine
Au XIVe siècle, la seigneurie de Burlats appartient dans sa majeure partie à la famille de Montbrun, après son achat par Pierre-Raymond de Montbrun vers 1313. Le château leur appartenant est attesté à partir de 1354, lorsqu'un acte notarial y est signé. Il serait ensuite passer dans la famille de Castelpers, à une date inconnue.

### Guerres de Religion
Dans la seconde moitié du XVIe siècle, durant les guerres de Religion, l'édifice est mis à rude épreuve. Après ce premier épisode de troubles, la seigneurie et le château sont rachetés par la famille de Grandis, en 1595. Néanmoins, en 1627, lors des rébellions huguenotes menées par le leader protestant Henri II de Rohan, la forteresse est grandement endommagée, après le passage des rebelles. 

### Du XVIIe à aujourd'hui
La famille de Grandis le restaure donc avant 1630. Il est ensuite acquis en 1675 par la famille de Bayard, qui possède déjà la seigneurie de Ferrières[réf. souhaitée]. Cette dernière conserve probablement la demeure jusqu'à la Révolution française.
Vers 1850, le château appartient à Isidore Gary, aussi propriétaire d'une grande usine textile englobant même la maison d'Adam et le pavillon Adélaïde.
À partir de 1996, le château est utilisé comme un hôtel-restaurant quelques années, mais après le décès du propriétaire en 2015, il est revendu.

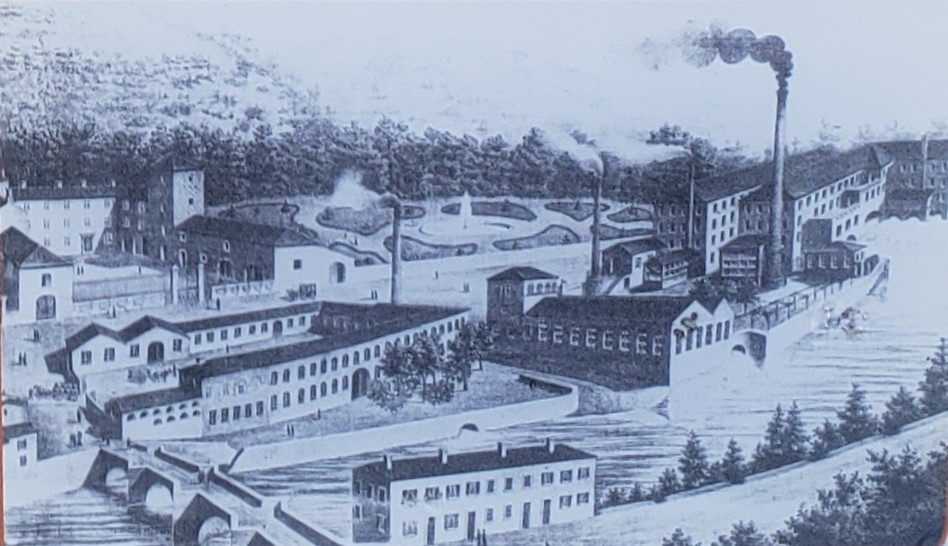
Lithographie de Burlats commandée par Isidore Gary, avec le château en haut à gauche

## Architecture

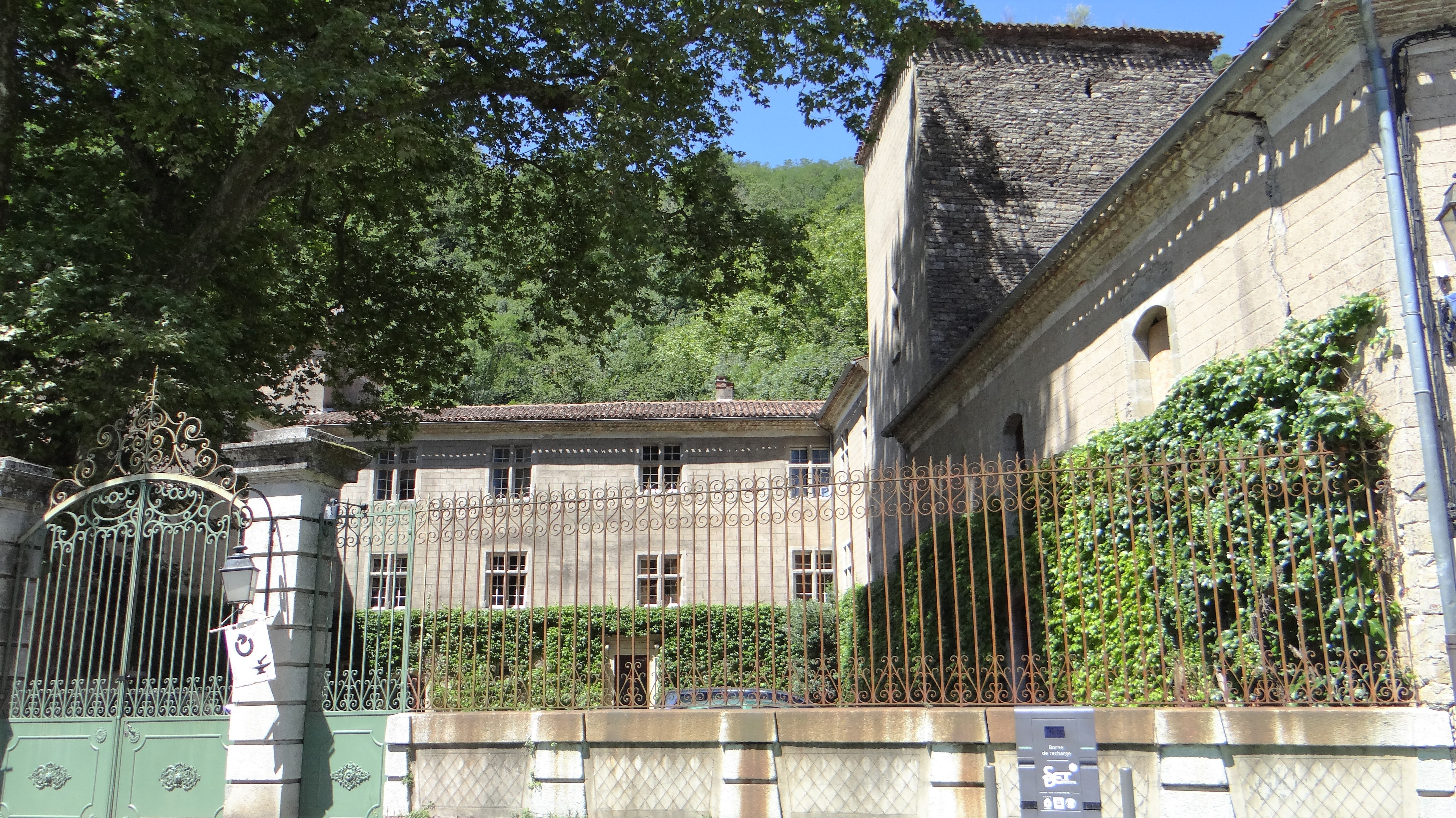
Le château

Le château de Burlats s'organise selon un plan en U. C'est un édifice dont la majeure partie peut être datée de la restauration de 1630, ce que confirme la présence d’innombrables fenêtres à meneaux. Il demeure néanmoins des vestiges du premier château du XIVe siècle, tel que le donjon, seule tour de la bâtisse, ainsi que la porte y donnant accès depuis le logis central, dont l'arc en accolade témoigne du règne des Montbrun.
Les jardins du château, sans pour autant pouvoir être qualifiés de jardin à la française, présentent quelques broderies de buis, ainsi qu'une fontaine.